# 領事館
領事館（りょうじかん、英語: Consulate）とは、領事の活動の拠点として設置される在外公館である。大使館が通常接受国の首都におかれるのに対し、在外自国民の保護や外交事務、情報収集や国際交流・広報などの拠点として、また戦争・災害などといった不測の事態にはリスクを分散しつつ大使館の機能をスムーズに移転できるよう、主な総領事館は首都とは別の主要都市（例えば日本なら大阪など）に設置されることが多い。領事および領事館は主として地勢的な便益のために設置されるものであり、その設置は派遣国の任意である。たとえばアメリカ合衆国には現在14の日本総領事館が設置されている。

## 種類

### 館長の階級による区分
国際法上、総領事が館長である在外公館を総領事館（そうりょうじかん）、領事が館長であるものを領事館（りょうじかん）、副領事が館長であるものを副領事館（ふくりょうじかん）、代理領事が館長であるものを代理領事事務所（だいりりょうじじむしょ）と呼ぶ。総領事、領事、副領事、代理領事は領事官の階級であり、その設定方法や設置の有無、定員の決定などは派遣国の任意である。

#### 日本語およびウィーン領事関係条約の正文となっている諸言語における公式表記
| 日本語         | 英語              | 中国語（簡体字） | 中国語（繁体字） | スペイン語                     | フランス語        | ロシア語                | 出典                                |
| -------------- | ----------------- | ---------------- | ---------------- | ------------------------------ | ----------------- | ----------------------- | ----------------------------------- |
| 総領事館       | Consulate-General | 总领事馆         | 總領事館         | Consulado General              | Consulat Général  | Генеральное консульство | [ 2 ] [ 3 ] [ 4 ] [ 5 ] [ 6 ] [ 7 ] |
| 領事館         | Consulate         | 领事馆           | 領事館           | Consulado                      | Consulat          | Консульство             | [ 2 ] [ 3 ] [ 4 ] [ 5 ] [ 6 ] [ 7 ] |
| 副領事館       | Vice-Consulate    | 副领事馆         | 副領事館         | Vice-Consulado / Viceconsulado | Vice-Consulat     | Вице-консульство        | [ 2 ] [ 3 ] [ 4 ] [ 5 ] [ 6 ] [ 7 ] |
| 代理領事事務所 | Consular Agency   | 领事代理处       | 領事代理處       | Agencia Consular               | Agence Consulaire | Консульское агентство   | [ 2 ] [ 3 ] [ 4 ] [ 5 ] [ 6 ] [ 7 ] |

### 本務領事と名誉領事
本務領事（派遣国国籍を持つ正式の公務員である者）を館長とする通常の領事館の他に、名誉領事（接受国国籍を持ち、派遣国より領事としての権限を委託された者）がある。名誉領事は文字通り名誉的な地位であり、現地でのネットワーク形成等の役割のみを持つ。

## 業務
領事サービス上は大使館とほぼ同様のもので、領事が接受国において職務を行うが、派遣国を政治的に代表して接受国政府と交渉する権限は無い。自国民の保護、査証の発行、証明書の発行、他国の情報収集、友好親善、国際会議の準備等を行う。かつては領事裁判権を設定したことによる裁判所や警察署が併設されていたこともあったが、現在では歴史的な領事裁判権の撤廃に伴ってなくなっている。

## 名称
領事館には通常、派遣先の都市の名前がつけられる。例えば、シアトルの場合は「在シアトル日本国総領事館」となる。
原則首都の区域内に置く大使館（全てイタリアローマ市にある在バチカンを除く）とは異なり、設置したい都市に領事館を置けず、その都市の隣接地に開設することがあり、名前と実際の所在地が一致しないケースがある。
| 名称                                 | 実際の所在地   |
| ------------------------------------ | -------------- |
| 駐大阪・神戸米国総領事館             | 大阪市         |
| 在大阪・神戸インド総領事館           | 大阪市         |
| 在大阪・神戸ドイツ連邦共和国総領事館 | 大阪市         |
| 在大阪ベトナム社会主義共和国総領事館 | 堺市           |
| 在大阪ロシア連邦総領事館             | 豊中市         |
| 駐那覇アメリカ合衆国総領事館         | 浦添市         |
| 在ハガッニャ日本国総領事館           | タムニン       |
| 在サンフランシスコトンガ総領事館     | バーリンゲーム |
| 在ハガッニャフィリピン総領事館       | タムニン       |
| 在ハガッニャミクロネシア連邦総領事館 | タムニン       |

## 特権免除
大使館同様、領事官および領事館は領事関係に関するウィーン条約に基づき一定の範囲で特権免除を享受する（領事特権）が、領事特権は大使館や外交官の享有する外交特権よりも相当程度制限されている。個別の外交関係における領事の地位については領事協定が締結されることがある。日中間では日中領事協定を2010年1月17日に締結しており、領事機関の公館の不可侵や領事通報の義務化、派遣国国民が逮捕などされた際の通信および接触等の領事に関する事項をとくに確認している。

## 駐日外国総領事館・領事館
在日総領事館・領事館は以下の通りである。（領事館）としたもの以外は総領事館である（ただし、名誉総領事館・名誉領事館は除く）。かつて日本が江戸と京都の事実上の複都制を採用していた時代から国交のあったアジアや欧州およびアメリカ合衆国などは、総領事館を大阪または大阪・神戸などといった京阪神地域に置いている場合が多く、その場合、管轄地域は主に近畿地方～西日本全域となる。一方で中南米では東京におく場合が多いほか、日系人の出稼ぎ労働者が多い中京工業地帯に位置する名古屋市や浜松市といった東海地方に総領事館を設置するケースが散見される。都心のオフィスビルに入っているところが多く、アメリカ合衆国、中華人民共和国、大韓民国、ロシア連邦、ベトナムの在大阪総領事館は、ビル1つを占有している。

### アジア
インド大阪
インドネシア大阪
 タイ大阪、福岡
 大韓民国大阪、名古屋、横浜、札幌、仙台、福岡、新潟、広島、神戸
 中華人民共和国大阪、名古屋、新潟、札幌、福岡、長崎
 トルコ名古屋
 フィリピン大阪、名古屋
 ベトナム大阪（所在地は堺市）、福岡
 モンゴル大阪

### 北米

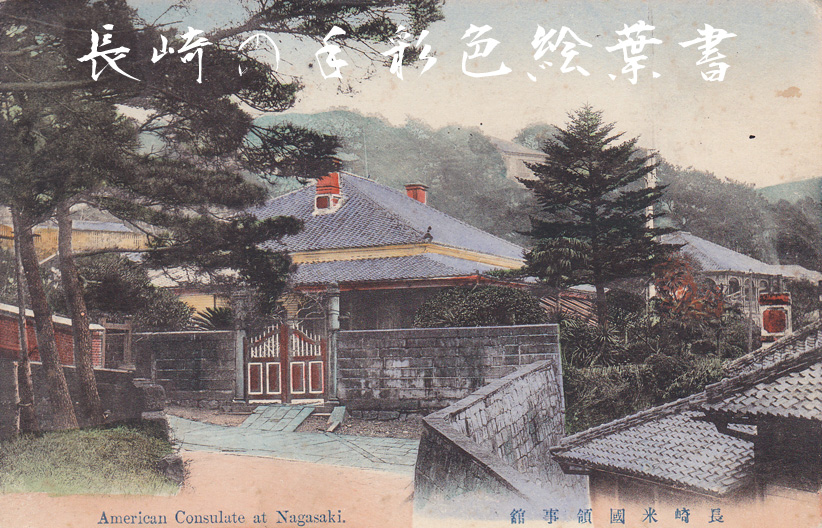
American Consulate at Nagasaki （長崎米国領事館、長崎手彩色絵葉書、明治）

アメリカ合衆国大阪・神戸（所在地は大阪市）、名古屋（領事館）、沖縄（所在地は浦添市）、札幌、福岡（領事館）
 カナダ名古屋（領事館）

### 中南米
チリ東京
 ドミニカ共和国東京
 ニカラグア東京
 パナマ東京、神戸
 ブラジル東京、名古屋、浜松
 ペルー東京、名古屋

### 欧州

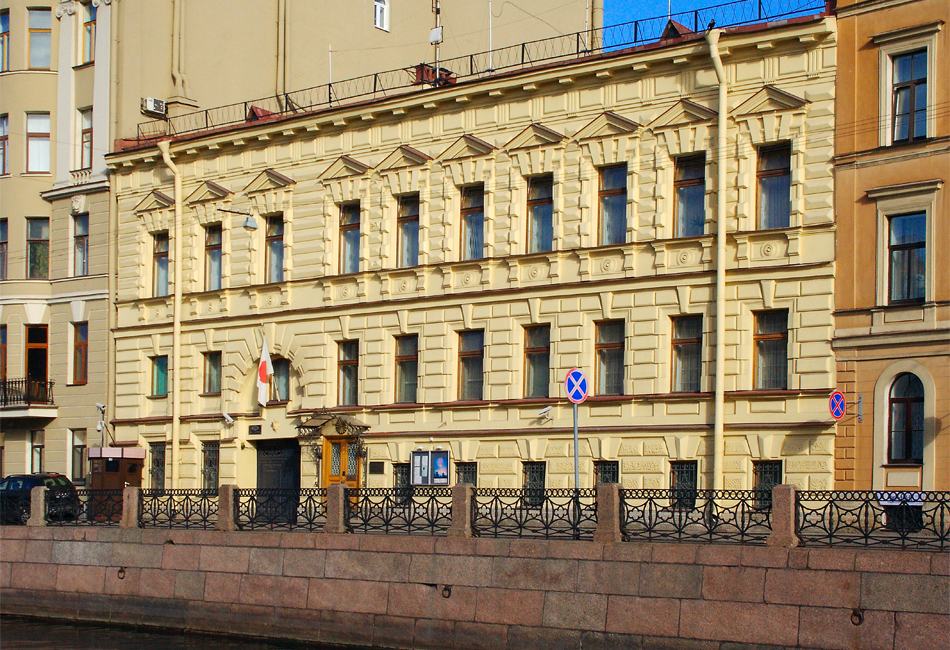
在サンクトペテルブルク日本国総領事館

イタリア大阪
 英国大阪
 オランダ大阪
 スイス大阪（領事館）
 ドイツ大阪・神戸（所在地は大阪市）
 フランス京都
 ロシア大阪（所在地は豊中市）、札幌（函館の領事事務所も管轄）、新潟

### 大洋州
オーストラリア大阪

## 在外日本国総領事館
日本は、法令上は外務省の所管する在外公館として総領事館又は領事館を置くものとしている。領事館は全て総領事館に格上げされたため未設置であるが、ブラジルのベレン領事事務所が、実質の領事館として設置されている。そのほか、在外公館の支部として領事事務所（旧称：出張駐在官事務所）を開設している。
在外日本国総領事館の所在都市は以下の通りである（大使館、領事事務所は除く。なお、アフリカには総領事館は設置されていない）。

### アジア
インドコルカタ、チェンナイ、ベンガルール、ムンバイ
 インドネシアスラバヤ、デンパサール、メダン
 タイチェンマイ
 大韓民国済州、釜山
 中華人民共和国広州、上海、重慶、瀋陽、青島、香港
 パキスタンカラチ
 ベトナムダナン、ホーチミン
 マレーシアペナン

### 北米
アメリカ合衆国アトランタ、サンフランシスコ、シアトル、シカゴ、デトロイト、デンバー、ナッシュビル（2008年1月にニューオリンズより移転）、ニューヨーク、ハガッニャ（グアム）、ヒューストン、ボストン、ホノルル (ハワイ)、マイアミ、ロサンゼルス（全14館）
 カナダバンクーバー、カルガリー（2005年1月1日にエドモントンより移転）、トロント、モントリオール

### 中南米
ブラジルクリチバ、サンパウロ、マナウス、リオデジャネイロ、レシフェ
 メキシコレオン

### 欧州
イタリアミラノ
 英国エディンバラ
 スペインバルセロナ
 ドイツデュッセルドルフ、ハンブルク、フランクフルト、ミュンヘン
 フランスストラスブール、マルセイユ
 ロシアウラジオストク、サンクトペテルブルク、ハバロフスク、ユジノサハリンスク

### 大洋州
オーストラリアシドニー、パース、ブリスベン、メルボルン
 ニュージーランドオークランド

### 中東
アラブ首長国連邦ドバイ
 サウジアラビアジッダ
 トルコイスタンブール